# Friedrich von Merkatz
Friedrich August Oskar von Merkatz (* 3. August 1876 in Hirschberg; † 9. April 1949 in Berlin) war ein deutscher Militärschriftsteller und Oberst der Reichswehr. Er war als Waffenfachmann geschätzt und wurde des Öfteren als Techniker bezeichnet.

## Leben
Friedrich von Merkatz war Sohn eines preußischen Majors, welcher 1870/71 mit dem Eisernen Kreuz II. Klasse ausgezeichnet wurde. Er trat in die preußische Armee ein und erreichte am 18. Mai 1907 den Rang eines Oberleutnants als Assistent in der Gewehr-Prüfungskommission unter gleichzeitiger Verwendung in der Garde-Maschinengewehr-Abteilung Nr. 2. Bis dahin war er auch Träger des preußischen Kronenorden IV. Klasse. Nach Ausbruch des Ersten Weltkrieges wirkte er nun als Hauptmann in der Maschinengewehrabteilung 1 in Breslau. Wegen seiner Verdienste in Frankreich wurde er im September 1914 mit dem Eisernen Kreuz II. Klasse ausgezeichnet. Schon an Weihnachten desselben Jahres wurde er wegen seiner Verdienste in Russland mit dem Eisernen Kreuz I. Klasse ausgezeichnet. In der Weimarer Republik wurde er in die Reichswehr übernommen und diente ab 1921 als Major im Reichswehrministerium. Am 1. Dezember 1922 erfolgte seine Beförderung zum Oberstleutnant unter gleichzeitiger Versetzung in den Freistaat Anhalt, wo er als Standortältester zu Dessau und als Kommandeur des 1. Bataillons im 12. Infanterie-Regiment unter Oberst Rudolf Schniewindt in Halberstadt fungierte. Er schied 1925 in dieser Position mit dem Rang eines Obersts aus der Reichswehr aus. Er lebte noch 1928 in Dessau, genauer gesagt der Stiftstraße 16.

## Werke (Auswahl)
- Das Maschinengewehr 08 : Auszug a. d. Unterrichtsbuch f. d. Maschinengewehr-Kompagnien. R. Eisenschmidt, 1907
- Unsere Maschinengewehre, ihre Technik, Schießlehre, Verwendung : Handbuch f. d. Unterricht. 1913
- Unterrichtsbuch für die Königlich Sächsischen Maschinengewehr-Kompagnien Gerät 08. R. Eisenschmidt, 1917
- Unterrichtsbuch für die Kgl. Bayerischen Maschinengewohr-Kompagnien Gerät 08. R. Eisenschmidt, 1918
- Das Zusammenwirken der Infanterie mit ihren schweren Waffen : Eine Studie. R. Eisenschmidt, 1925
- Geschichte der Maschinen-Gewehr-Abteilung Nr I (8). Bernhard Sporn Verlag, 1936